# Nate Ruess
Nathaniel "Nate" Joseph Ruess, född 26 februari 1982 i Iowa City, Iowa (uppvuxen i Glendale, Arizona), är en amerikansk sångare och låtskrivare. Han är mest känd som sångare i gruppen Fun.

## Diskografi

### Album
Med bandet The Format:
- Interventions + Lullabies (2003)
- Dog Problems (2006)

Med bandet Fun:
- Aim and Ignite (2009)
- Some Nights (2012)

Som soloartist:
- Grand Romantic (2015)

### Singlar
Som soloartist
- "Nothing Without Love" (2015)
- "AhHa" (2015)
- "Great Big Storm" (2015)
- "What This World Is Coming To" (med Beck) (2015)